# Bambergi lovas
A Bambergi lovas a korai gótika szobrászatának a remeke, a középkor legrégibb ismert lovasszobra, azoknak a rendkívül kisszámú lovasszobroknak az egyike, amelyeket templom belső terében helyeztek el. A Világörökség részét képező bambergi óváros központjában, a Bambergi dómban található.

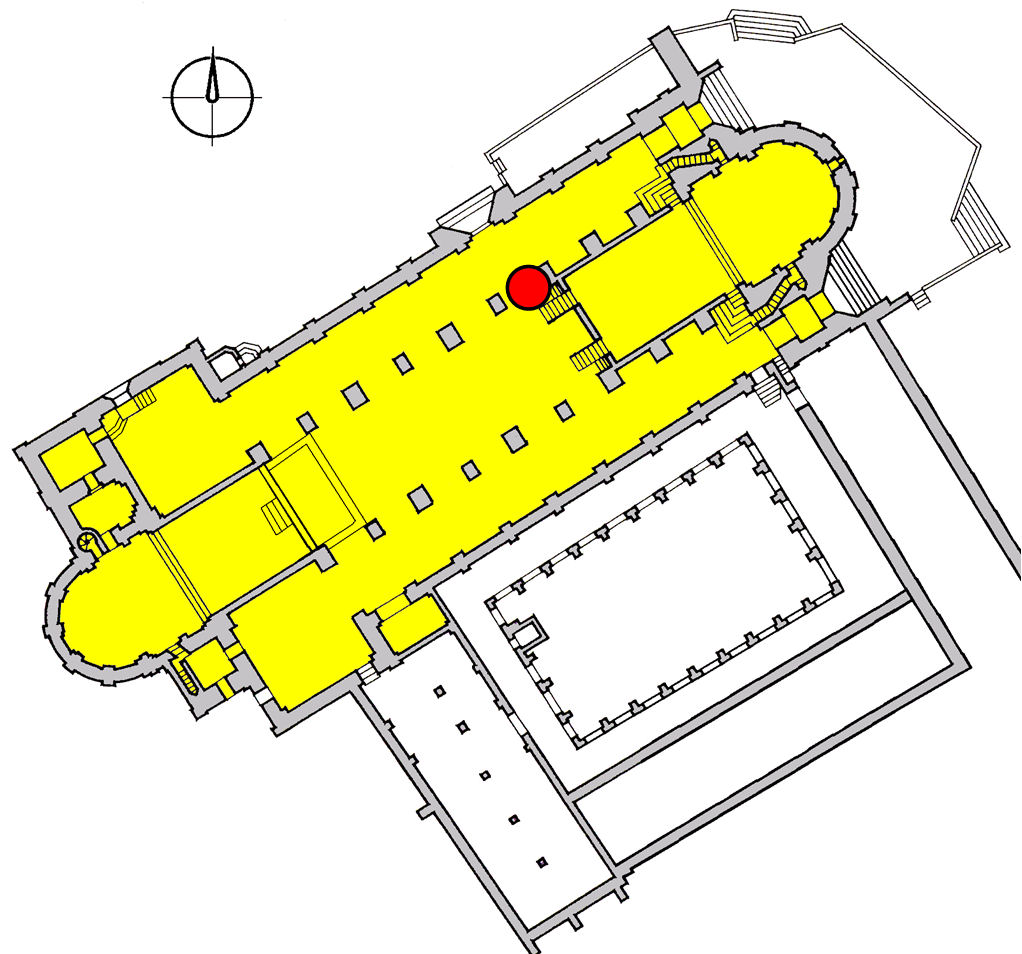
A szobor helye a dómban

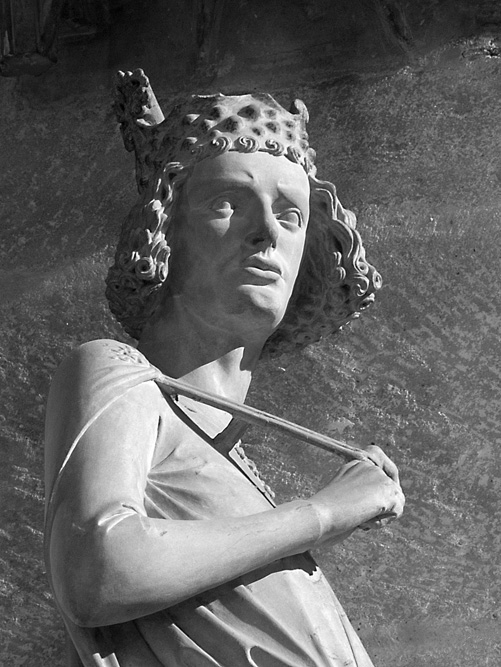
A Lovas feje

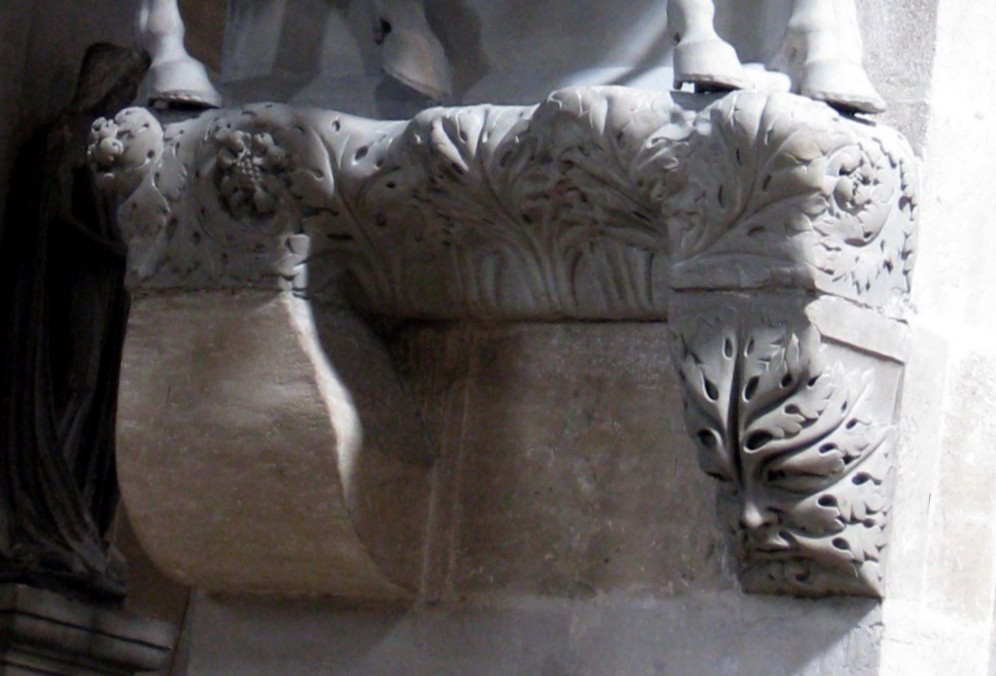
A szobor talapzata

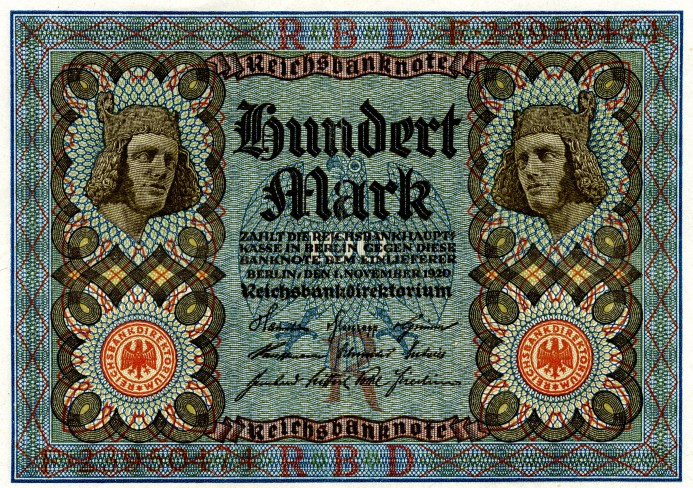
1920-as pézjegy

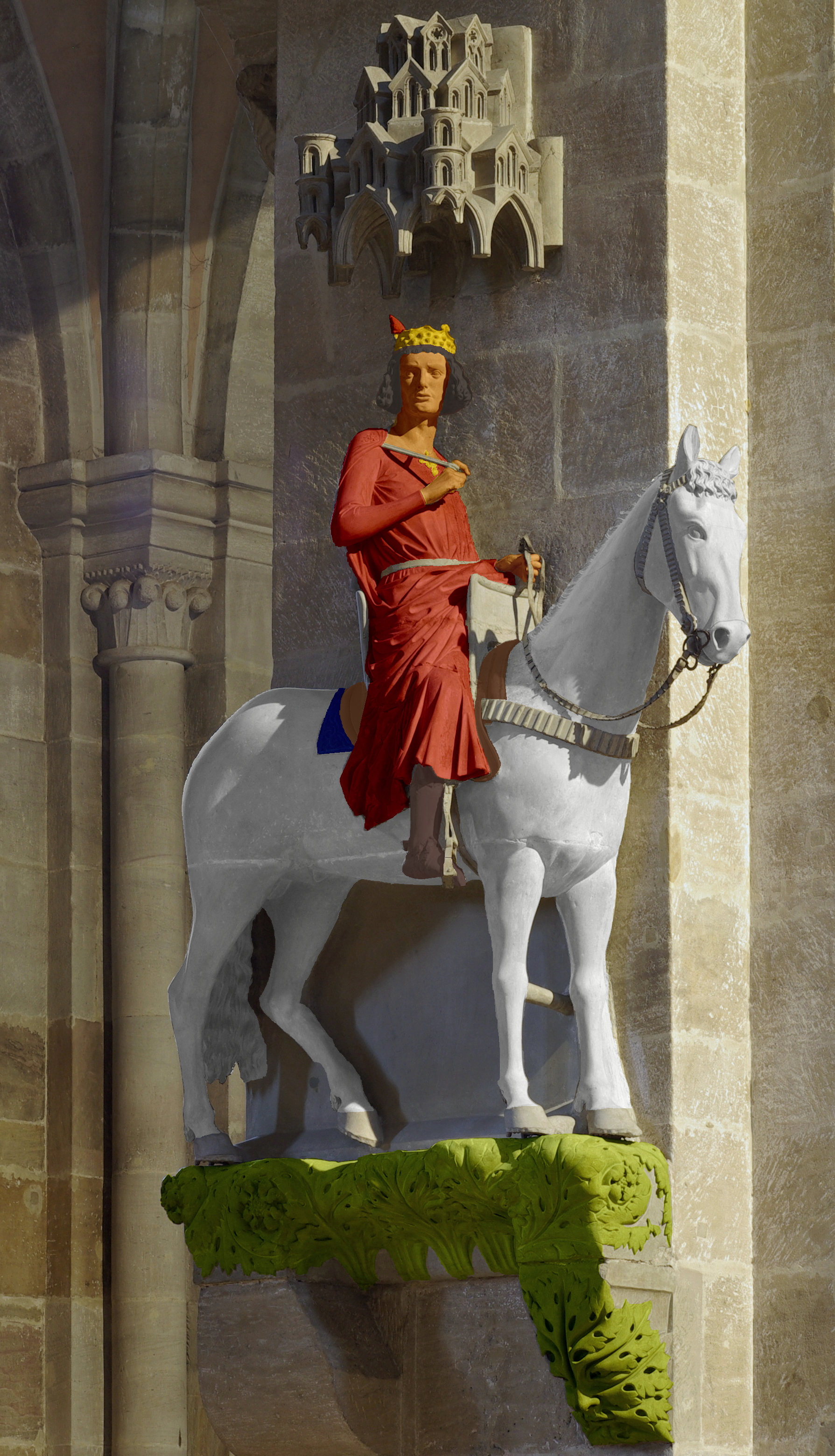
Festési rekonstrukciós kísérlet

## A szobor általános ismertetése
A közel életnagyságú lovasszobor homokkőből készült, a francia gótikából ismert technika szerint nyolc nagyobb és néhány kisebb darabból összeillesztve. Az alkotás a dóm egyik oldalpillérén, akantuszlevelekkel és levélmaszkkal díszített talapzaton áll, közel a templom keleti és egyben fő kórusához; feje felett gazdag kiképzésű baldachin.
Készítőjének nevét nem ismerjük, de elkészültének ideje viszonylag pontosan behatárolható: az 1230-as évek, vagyis az az időszak, amikor az 1185 évi tűzvészben elpusztult dóm utódjának felépítése a végéhez közeledett. A kutatások jelenlegi állása szerint bizonyosnak vehető, hogy ma is az eredeti helyén áll.
A 21. századi mikroszkópos/műszeres vizsgálatok segítségével megállapították, hogy a szobrot a középkor folyamán többször színesre festették: a ló színe eredetileg fehér vagy világosszürke lehetett, sötétebb foltokkal; a szobor talapzata zöld, a lovas köntöse vörösbe hajló narancsszínű, inge sárga, a haja és szeme sötétbarna vagy fekete volt. Koronája és ruhadíszei arany-, a lószerszámok pedig arany- és ezüstszínűre voltak festve, patái feketére. (A patákon szögekkel felerősített patkókat látunk. Szobron ez a legkorábbi ábrázolása ennek e jelenleg is alkalmazott patkolási eljárásnak.) A festést a 19. században távolították el a szoborról, akkor, amikor a templom „purifikálását”, vagyis a barokk díszítésektől való megtisztítását végezték.
Egyes kutatók szerint nem véletlen, hogy a lovas tekintete éppen arrafelé esik, ahol a szobor állításának az idején a Szent István vértanú tiszteletére állított oltár állt. Egy 13. századi kézirat említi, hogy ezt az oltárt augusztus 20-án különlegesen szépen feldíszítették. (Ez nap pedig István király oltárra emelésének napja volt; a vértanú Szent István ünnepét már akkor december 26-án ülték.)

## A szobor fogadtatása
Említésre érdemes, hogy sokáig nem figyeltek fel a szobor különlegességére; csak a 19. században vált egyre híresebbé, valószínűleg nem függetlenül a fényképészet elterjedésértől. Ekkortól kezdve egyre nőtt iránta az érdeklődés, dicsérték a szobor szépségét, kidolgozottságát, kiemelve, milyen nagyszerűen jeleníti a középkor lovagi eszményképét: a lovas tekintete értelmet és nemességet, nyugodt testtartása erőt, méltóságot és határozottságot sugároz.
A huszadik század első felére a Bambergi lovas már világhírnévre tett szert. Az 1920-ban kibocsátott a százmárkás papírpénzt a Lovas arcképével díszítették.
A nemzetiszocializmus idején a náci kultúrpolitika a germán faj tökéletes ábrázolását látta és láttatta benne.
A második világháború alatt 64 cm vastag vasbeton-burokkal vették körül, hogy védjék az esetleges bombatámadások pusztítása ellen. Csak 1947-ben szabadították ki a szobrot a 300 mázsa súlyú betonburkolatból.

## Kit ábrázol a szobor?
Ahogy nem ismerjük a szobrot készítő mester nevét, ugyanúgy nem tudjuk teljes bizonyossággal, kit ábrázol a szobor. Ezért nevezik a lovast Bamberg legismertebb ismeretlen-jének. A középkorból nem maradt fenn olyan írásos feljegyzés, amely e kérdésben eligazítaná az utókort. A szobornak nincsen semmi olyan kelléke, semmi olyan attribútuma, ikonográfiai ismertető jegye, amely egyértelműen utalna a lovas személyére.
Mindenesetre a lovas egész megjelenése, főként koronája és köpenyének vöröses színe, azt valószínűsíti, hogy királyi személyről van szó; aki azonban egyúttal szent is kellett hogy legyen, mivel nem visel fegyvert, baldachin alatt áll, s egyáltalán, hogy egy templom belsejében, a szentély közelében állítottak neki emléket, lovával együtt.
Az bizonyos, a helyi néphagyomány régóta azt tartotta, hogy a szobor Szent István magyar királyt ábrázolja. A 19. századtól kezdve azonban számos különböző elmélet született arról, kinek is állít emléket a szobor.

### A kevésbé valószínű elméletekből néhány példa, rövid ellenérvekkel

#### Nagy Konstantin császár

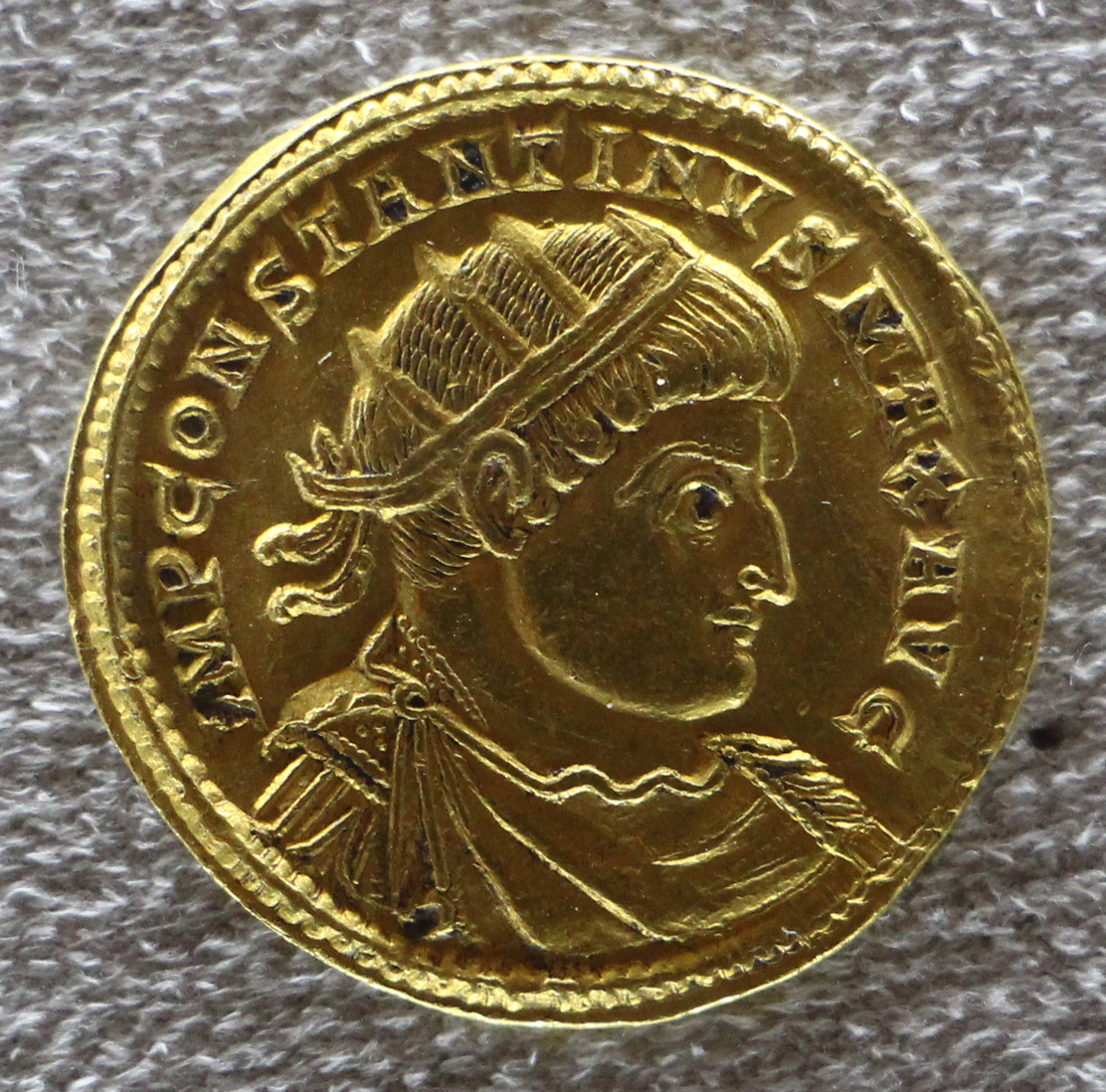
Nagy Konstantin

Semmi sem indokolja ezt a feltételezést. Nagy Konstantint, minden vélt vagy valós érdeme ellenére, a nyugati egyház nem vette fel szentjei sorába, továbbá semmi nyoma sincs annak, hogy a bambergi dómban valaha is kultikus tisztelet tárgya lett volna a személye.

#### II. Henrik német-római császár

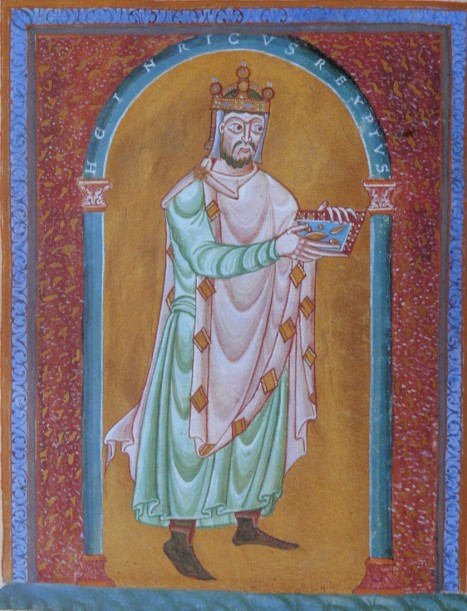
II. Henrik

Bár valóban Szent II. Henrik német-római császár a bambergi dóm alapítója, de a Bambergi lovas fején nem császári, hanem királyi korona látható.

#### Szent György

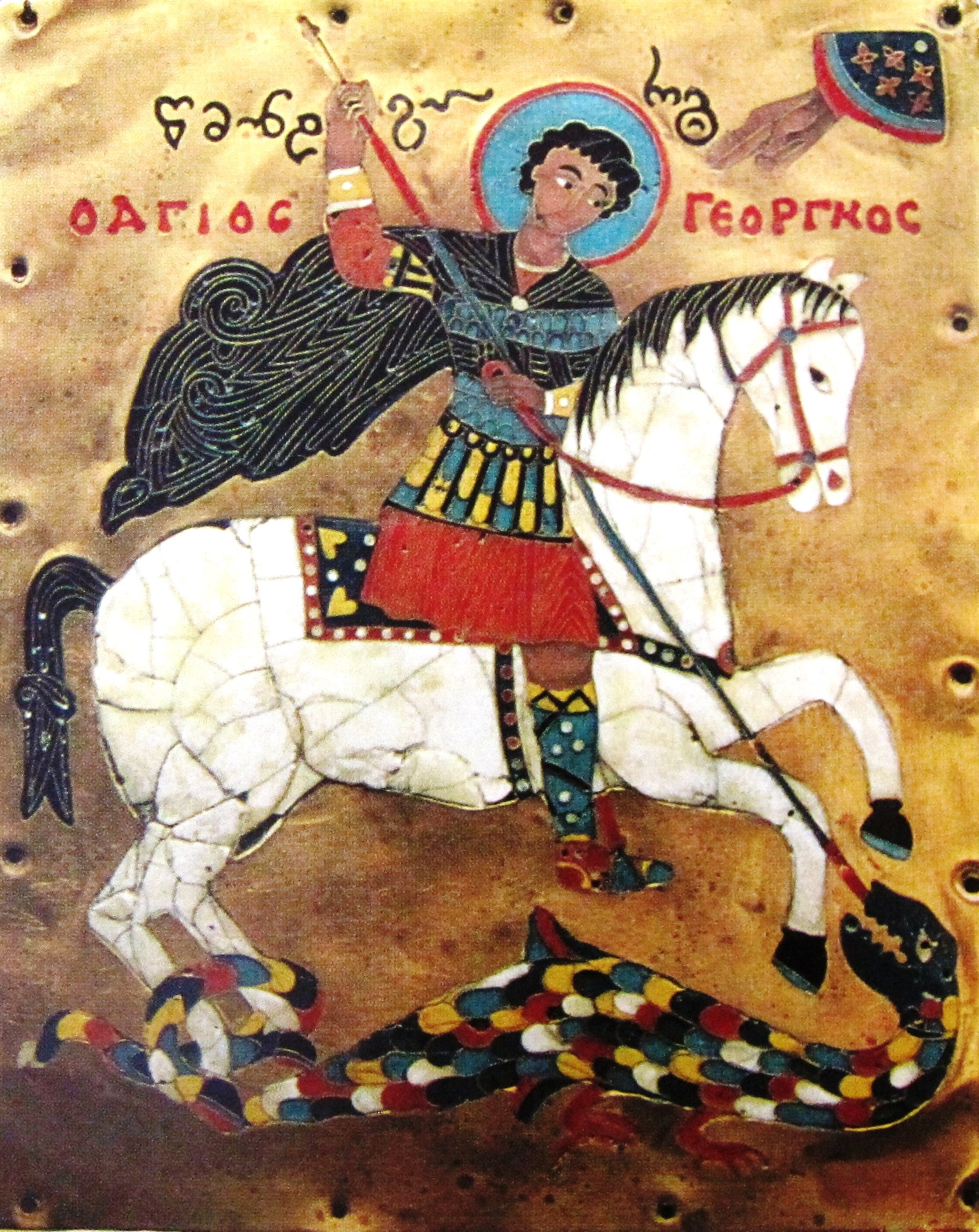
Szent György

Szent György ugyan a székesegyház egyik védőszentje, de őt lovasként mindig fegyverrel és a legyőzött sárkánnyal, a Gonosz jelképével szokták ábrázolni; és Szent György egyébként sem volt király.

#### Szent Márton

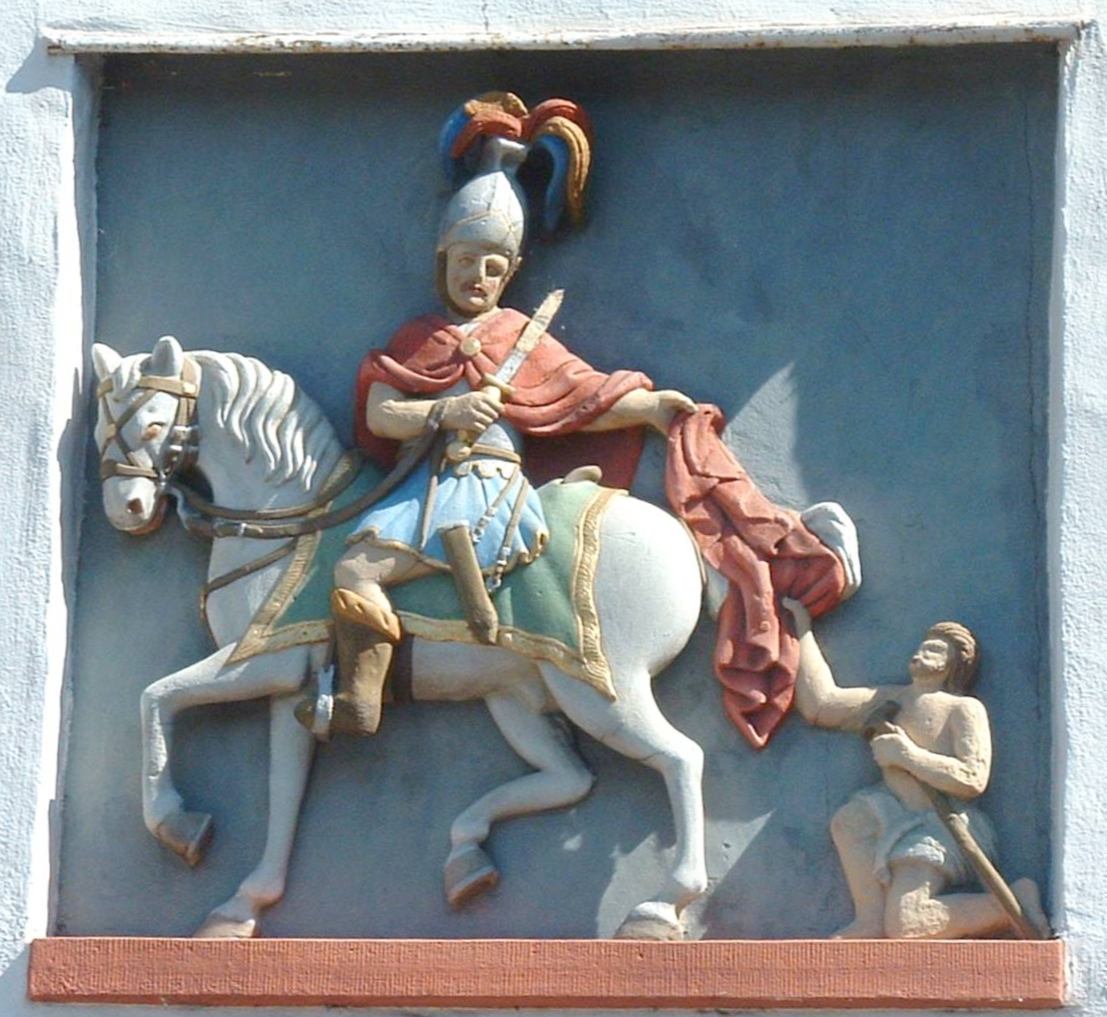
Szent Márton

Szent Márton valóban az egyik legkedveltebb középkori szent, de a bambergi szobron nem látjuk az ő elmaradhatatlan attribútumát: a kettévágásra szánt nagy köpenyt, melyet megosztott a ruhátlan koldussal; továbbá Márton sem volt király.

#### A Napkeleti bölcsek egyike

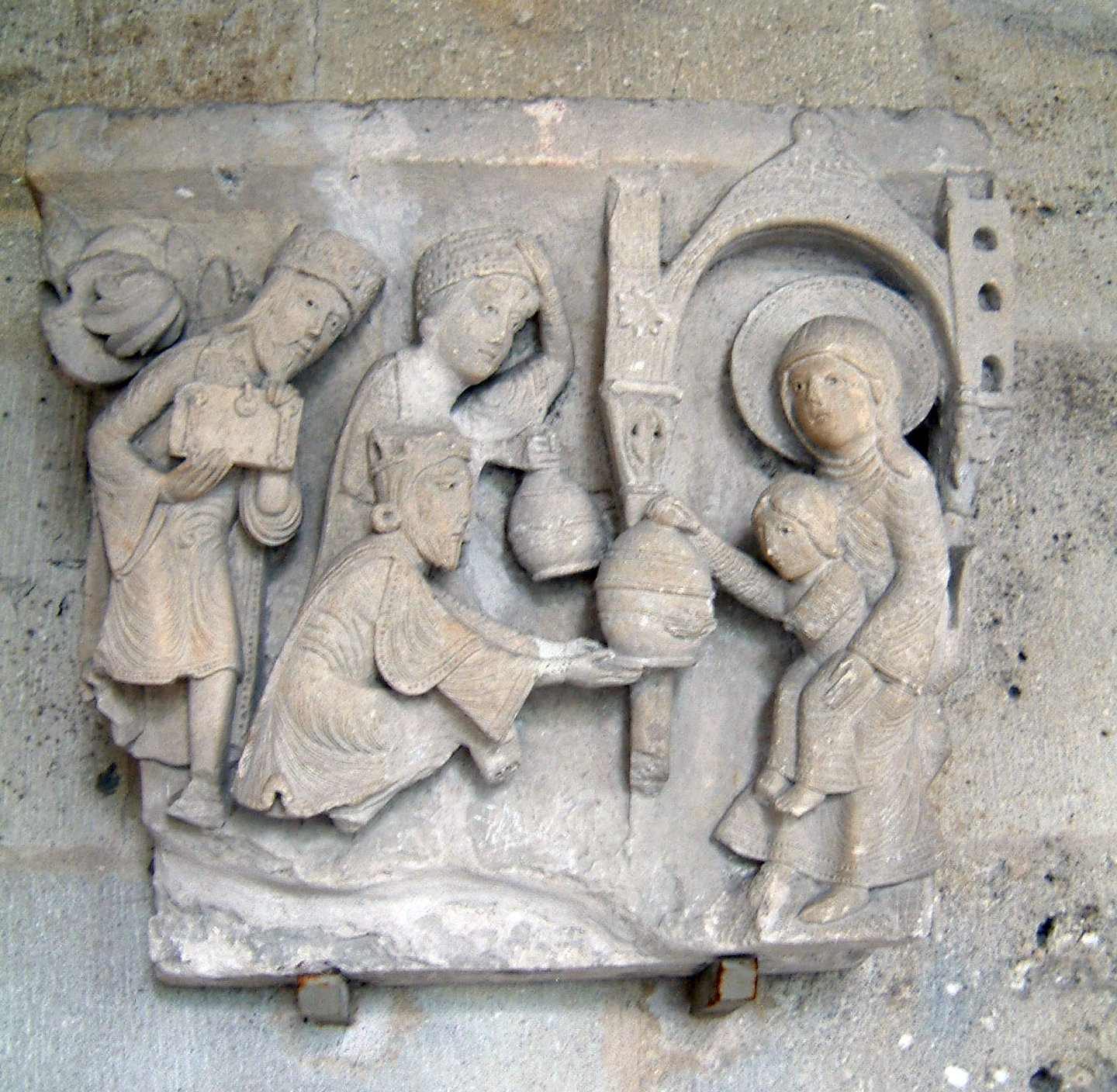
Napkeleti bölcsek

Igaz, hogy a Napkeleti bölcsek a középkorban szintén nagy tiszteletnek örvendtek, és három királyokként is emlegetik őket (bár a Biblia nem nevezi őket királynak), de miért éppen csak egyet ábrázolna közülük a művész. És hol van a Lovasnál az ajándék, a napkeleti bölcsek kötelező attribútuma?

#### Fülöp német király

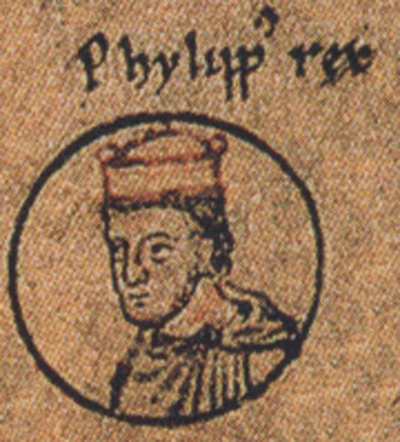
Fülöp király

Fülöp német királynak - azon kívül, hogy Bambergben ölték meg 1208-ban, s először ott is temették el - nem volt különösebb bambergi kötődése, nem avatták szentté, s nem is szentség hírében hunyt el. 1213-ban holttestét átszállították Speyerbe, s az ottani dómba helyezték örök nyugodalomra.

#### III. Konrád német király

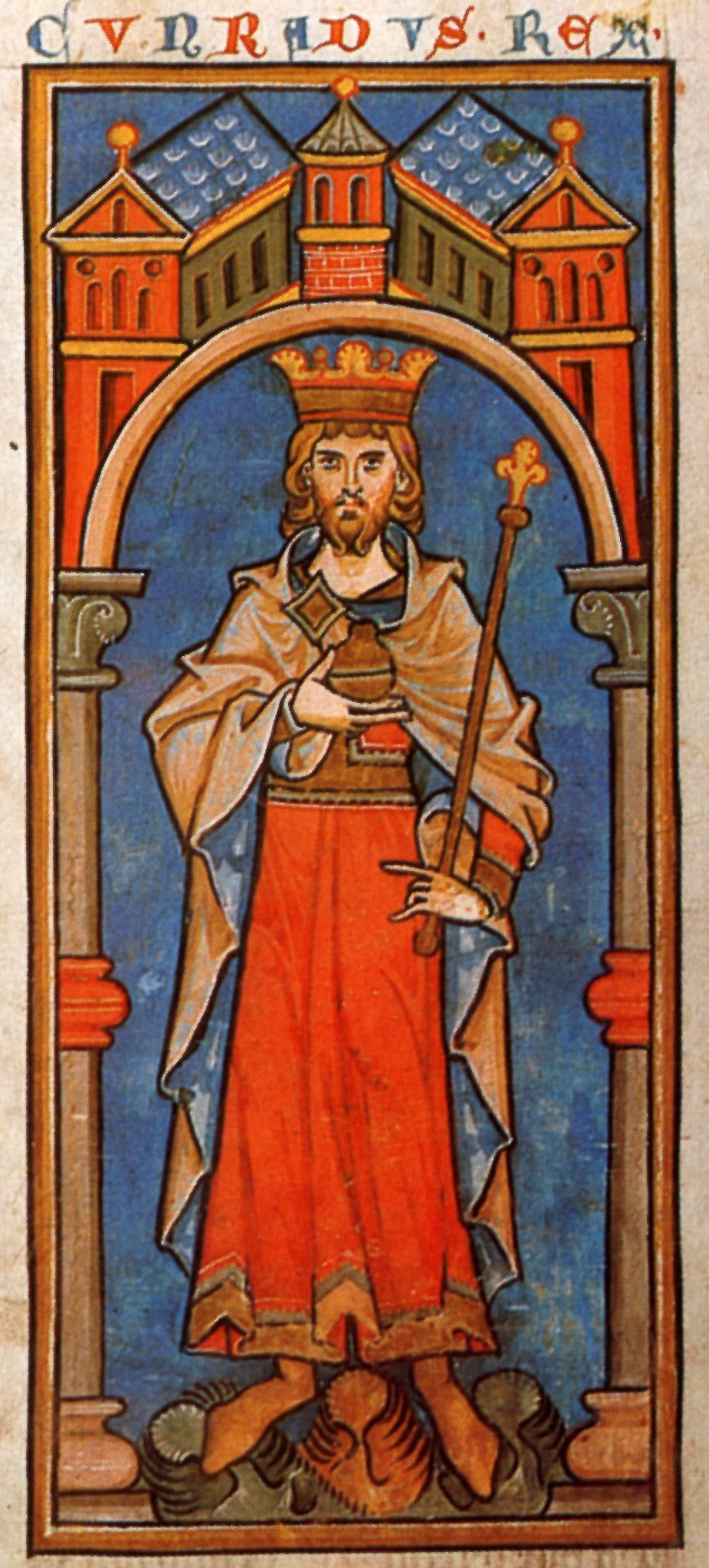
III. Konrád

III. Konrád német királyt 1152-ben valóban a bambergi dómban temették el. Bár nem volt császárrá koronázva, de birtokában voltak a birodalmi jelvények, s többnyire ezekkel szokták ábrázolni, szemben a Barbergi lovas szobrával, ahol ezek hiányoznak. III. Konrád sem tartozik a szentek sorába. Egyébként pedig a szobor közel száz évvel a halála után készült, márpedig semmi sem indokolta volna, hogy ennyi év után külön szoborral állítsanak emléket neki.

#### Az Apokalipszis Győzelmes Lovasa

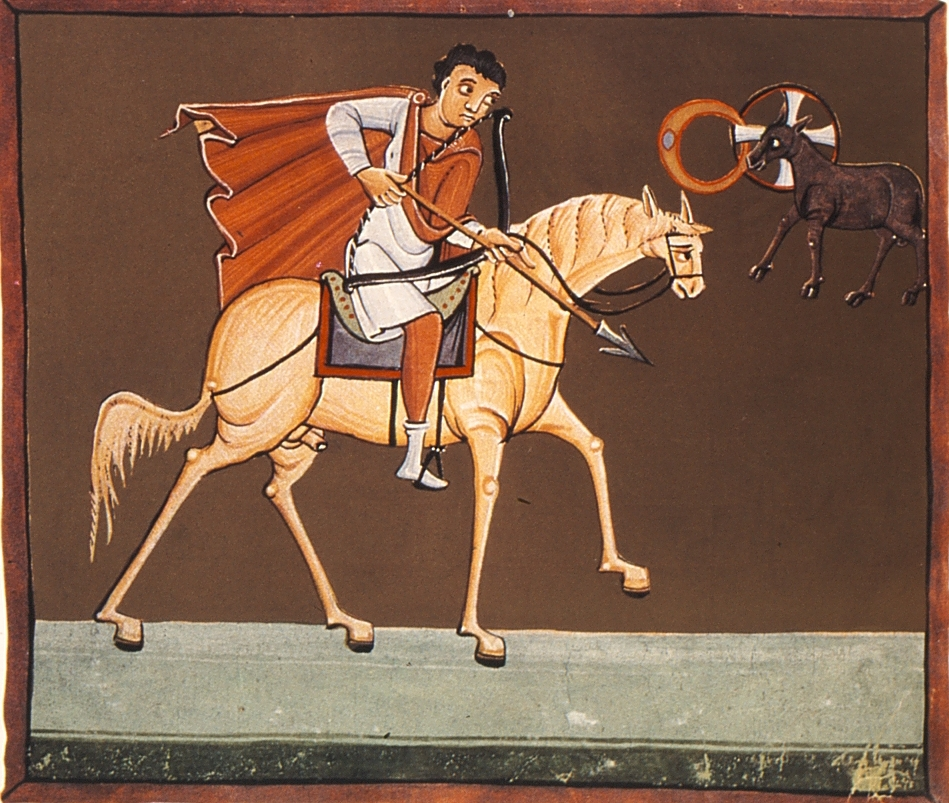
Apokalipszis fehér lovasa

Az Apokalipszis, a Jelenések könyvének fehér lovasa maga a végítéletre jövő érkező Krisztus: „Akkor a megnyílt mennyben egy fehér lovast pillantottam meg. Lovasa a Hűséges és az Igaz, igazságosan ítél és harcol. Szeme olyan, mint a lobogó tűz, fején ékes diadém, rajta olyan név, amit senki sem ismer, csak ő maga. Vértől áztatott ruhát visel. Neve: Isten igéje. A mennyei seregek tiszta fehér gyolcsba öltözve fehér lovon kísérték. Szájából éles kard tört elő, hogy azzal sújtson a nemzetekre. …Köntösén csípő magasságban ez a név volt írva: »Királyok királya, uralkodók Ura«.” (Jel 19,11-16) – Kétségtelen, hogy van hasonlóság az Apokalipszis leírása és a Bambergi lovas között, de a szobor lovasa nem diadémot, hanem koronát visel, köntösén nem jelenik meg az említett írás, és egész megjelenése nem olyan, mint aki épp lesújtani készül a nemzetekre. És feltételezhető: ha a szobor az utolsó ítélet Krisztusát kívánta volna megjeleníteni, akkor ez az értelmezés nem ment volna feledésbe az idők folyamán, s nem csak a 21. században bukkant volna fel.

### Érvek Szent István mellett
A fenti értelmezési próbálkozások részben bizonyára arra a tényre vezethetők vissza, hogy nehéz elképzelni, mit keresne egy történelmi jelentőségű német székesegyházban egy magyar király szobra. De talán éppen ez lehet az egyik bizonyíték arra, hogy a több évszázadra visszanyúló néphagyomány nem kitaláción alapul: mivel ilyet nehéz lett volna egyszerűen, csak úgy kitalálni.
Érdemes tehát megvizsgálni, milyen indítékok, milyen érvek szólnak a mellett a vélemény mellett, hogy talán mégiscsak Szent Istvánnak állít emléket ez az alkotás.

#### Bamberg és a magyarok szoros kapcsolata
A bambergi dóm építtetésében jelentős szerepet játszó személyek hosszú időn át élénk kapcsolatban álltak a magyar uralkodókkal.
A székesegyház alapítója, II. Henrik német-római császár Gizella magyar királyné testvére volt, vagyis Szent István király sógora. A középkori legendák úgy tartották, hogy Henrik jelentős szerepet játszott Vajknak, a későbbi István királynak a megtérítésében, és így az egész magyar nép kereszténységre vezetésében. Amikor Bambergben 1012-ben felszentelték az első dómot, az ünnepségen mintegy 45 püspök és magas egyházi méltóság vett részt; közöttük – a Német-Római Császársághoz tartozó aquilejai pátriárkán kívül – az egyetlen külföldi főpap Asztrik kalocsai érsek volt, István király képviseletében. Asztrik nemcsak egyszerű résztvevője volt az ünnepségnek, hanem ő szentelte fel a templom egyik mellékoltárát, éppen azt, amelynek közelében később a lovasszobrot is elhelyezték.
A Szent István halálát követő évtizedekben sem szakadt meg a kapcsolat Bamberg és a magyar uralkodók között. Ezt tanúsítja például egy 1063-ban (nem sokkal István király 1083-as oltárra emelése előtt) kelt levél, amelyben a bambergi káptalan Salamon magyar király segítségét kéri a nehéz időkre tekintettel.
Feljegyezték, hogy 1064-ben Gunther bambergi püspök, más helyi egyházi méltóságok kíséretében, Magyarországon keresztül utazott a Szentföldre. Jeruzsálemből visszafelé tartva, 1065. július 23-án, Gunther püspök Magyarországon hunyt el.
1139-ben Szent Ottó bambergi püspök küldöttségét II. Béla magyar király fogadta barátságosan, és bocsátotta el gazdag ajándékokkal, többek között 20 font súlyban finomított aranyat adományozva, hogy azt templomi célra használják fel. Ez meg is történt a michelsbergi (Bamberg) bencés kolostor javára.
III. Jenő pápa 1146 márciusában kibocsátott bullája, amelyben jóváhagyja II. Henrik szentté avatását, külön dicséri a császár szerepét István király és a magyar nép keresztény útra térítésében.
Az 1185-ös második tűzvész után szinte teljesen újra kellett építeni a dómot. A több évtizeden át (kb. 1195-1237) zajló építkezés java része Ekbert (Eckbert) püspök hivatali idejére (1203-37) esett. Az andechs-merániai házból származó Ekbertet szintén szoros szálak fűzték a magyarokhoz: Ekbert egyik testvére Gertrudis magyar királyné volt, II. András magyar király felesége. Vagyis Ekbert II. András (Endre) sógora volt, s mint ilyen, egyúttal Árpád-házi Szent Erzsébet nagybátyja. (Szent Erzsébet, miután Wartburgból elűzték, egy időre Ekberttől kapott oltalmat: 1227-29-ben Bambergben élt.) Ekbert püspök másik testvére, Bertold (Berchtold) herceg 1200-1219 között kalocsai érsek volt. - Ekbert ráadásul hosszabb időt töltött Magyarországon, ugyanis amikor 1208-ban Wittelsbachi Ottó orvul megölte a sváb Fülöp királyt Bambergben, Ekbert is gyanúba keveredett, birodalmi átokkal sújtották, ezért sógoránál, Endre királynál keresett és talált menedéket, sőt birtokot is kapott tőle. Csak évek múltán tért vissza székhelyére, miután sikerült tisztáznia, hogy nem volt része a merényletben.

#### Szent István kultikus tisztelete Bambergben
A fentiek ismeretében érthető, hogy Bambergben Szent István vallási tisztelete már korán megkezdődött és évszázadokon át tartott.
Szent István ünnepe, az akkori időkhöz képest nagyon korán, már 1145/56-ban szerepel a bambergi szentek kalendáriumában.
Az egyik 12. századi bambergi kéziratos antifonáriumban található egy, a magyar királyhoz szóló könyörgés, mely így szól: «Alleluja. Isten legszentebb hitvallója, magyarok atyja és királya, István, járj közbe értünk, a mi és mindenki lelkiüdvéért!»
Amint már szó volt róla, egy 13. századi kézirat említi, hogy a Szent István vértanúnak szentelt oltárt augusztus 20-án különlegesen szépen feldíszítették. Ez nap pedig István király oltárra emelésének napja volt; a vértanú Szent István ünnepét már akkor is december 26-án ülték. Ez annál is érdekesebb, mivel annak idején augusztus 20. még nem volt az egész egyházra kiterjedően Szent István emléknapja.
Leupold von Egloffstein, aki 1324-35 között volt a dóm prépostja, úgy rendelkezett, hogy évente 20 fontnyi ezüstpénzt arra fordítsanak, hogy Szent István király ünnepe méltóképp legyen megtartva. - Megjegyzendő, hogy abból az időből, amikor Leupolt von Egloffstein már bambergi püspök volt (1335-42), ismert egy püspökségi jegyzői pecsétnyomat, melyen egy fürtös hajú koronás fő látható, István királyt említő körirattal. Nem kizárt, hogy a rajz mintájául a Bambergi lovas szobrának feje szolgált!
1377-ben Walther Volnant püspök alapítványt tett egy új oltár alapítására a bambergi Szent Mihály-templomban, mely oltárt Szűz Mária és a többi szentek, különösen a „három magyar szent király”, István, Imre és László tiszteletére kell szentelni. Külön említésre kerül, hogy az oltárba rejtett relikviák között a három magyar szent ereklyéi is megtalálhatók. Egy 1494-ben kelt jegyzékből pedig azt tudjuk meg, hogy a bambergi dóm is rendelkezett Szent István-ereklyével, egy külön cibóriumban pedig Szent Imre ereklyéit őrizték.

#### Egyéb írásos dokumentumok
1618-ban Bambergben bemutattak egy jezsuita iskoladrámát, mely Szent István királyról szólt.
„Ernst Brückmann Memorabilia Bambergensia (Epistola itineraria octava, Wolfenbüttei, 1729.) című művében Bamberg nevezetessége gyanánt Szent István lovasszobrát említi meg.”
„A bambergi székesegyház munkanaplójában az 1784-1785. évből ismert egy feljegyzés, mely szerint Mutschele szobrász azért kapott 2 fr-t, mivel «a lovagló István lovának egyik fülét és lábát» pótolta. - A székesegyháznak I. Lajos bajor király elhatározására történt restaurálása idején (1828—1837) Rupprecht bambergi festő ügyelt fel a munkálatokra, 1831. október 25-én bekövetkezett haláláig. Pontos naplót vezetett, s 1829. július 15-én följegyzi, hogy «az állványt elhelyeztük Szent István lovasszobrán»”.

### Összefoglaló megjegyzés
Látható, hogy bár mindent eldöntő bizonyíték nem áll rendelkezésre annak megállapítására, hogy a lovas szobor megrendelője illetve alkotója kinek kívánt a szoborral emléket állítani, de a fentiek alapján valószínűsíthető: a helyi néphagyománynak igaza lehetett, amikor szoborban a magyar Szent István királyt látta.
Egyébként 2016 februárjában e vélemény mellett tette le a voksát a neves művészettörténész Robert Suckale, a Berlini Műszaki Egyetem emeritus professzora, elismert középkor-szakértő, amikor kijelentette: „...Ezért egyelőre továbbra is Renate Kroos értelmezése a legvalószínűbb, amely szerint a magyarországi Szent István királyt kell látnunk a lovas alakjában.” Ezt vallja a Bambergi lovas kutatóinak nagyobb része is.